# Fluorose
Dental flourose opstår når man i barneårene får for meget fluor, men er heldigvis ufarligt. Det overskydende fluor forstyrrer dannelsen af emalje i tænderne, og danner et hvidligt misfarvet lag i tanden.
Risikoen for at få dental fluorose er helt afhængig af indtaget af fluorid.
For meget tandpasta på tandbørsten i børneårene, fluorskylninger eller forhøjet fluoridindhold i grundvandet giver større risiko for at udvikle dental fluorose.